# Alexandre de Hales
Pour les articles homonymes, voir Hales.
Ne doit pas être confondu avec Alexander Alesius.
Alexandre de Hales, ou de Halès, en latin Halensis, né entre 1180 et 1186, mort en 1245, surnommé Doctor Irrefragabilis et Theologorum Monarcha, est un philosophe et un théologien scolastique anglais.

## Biographie
Il naquit à Hales, dans le Shropshire, en Angleterre, entre 1180 et 1186 et mourut à Paris le 21 août 1245. Il fit ses études à Paris, devint maître ès arts avant 1210, puis maître en théologie. En 1236, il entra dans l'ordre franciscain et devint le premier théologien de l'ordre. Sa chaire fut reprise par son élève Jean de la Rochelle.

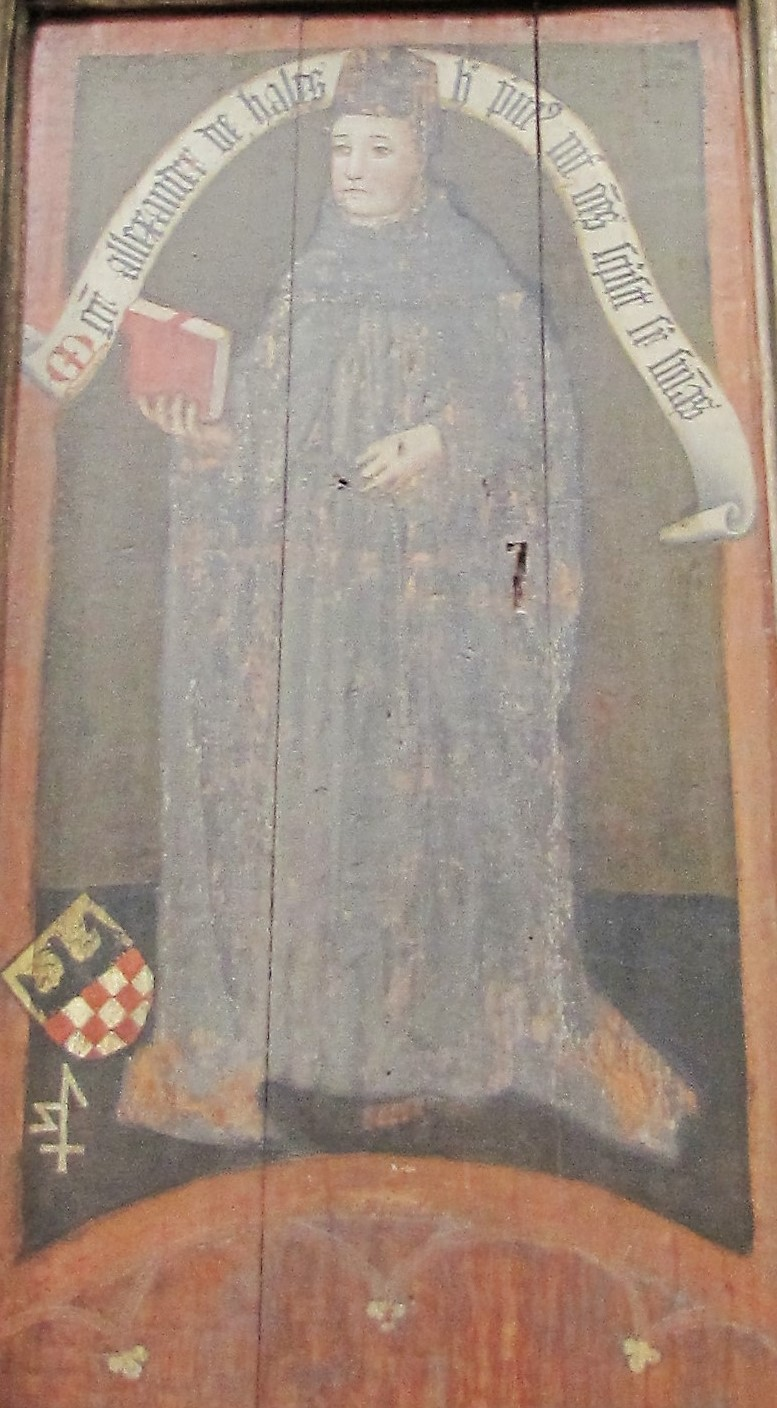
Alexander de Hales.

page de la Summa universæ theologiæ

Alexandre fut le premier à produire un commentaire des Sentences de Pierre Lombard. Sa Summa universæ theologiæ (d'abord imprimé à Venise, 1475) fut entreprise à la demande du pape Innocent IV et reçut son approbation. Elle fut terminée par les disciples d'Alexandre après sa mort. C'est un travail indépendant, donnant une triple série d'autorités — ceux qui disent oui (thèse), ceux qui disent non (antithèse) et vient enfin la réconciliation ou jugement (synthèse). Les autorités sont choisies non seulement dans la Bible et chez les Pères, mais aussi parmi les poètes grecs, latins et arabes ainsi que les philosophes et les théologiens récents. Dans sa première partie il traite des doctrines concernant Dieu et ses attributs ; dans sa seconde, celles qui concernent la Création et le péché ; dans sa troisième, celles qui concernent la rédemption et la réparation ; et, dans sa quatrième et dernière, celles qui concernent les sacrements. Pour reconnaître ses efforts, on a donné à Alexandre le titre de « Doctor Irrefragabilis » (Docteur irréfragable).
Parmi les doctrines qui ont été spécialement développées et, pour ainsi dire, fixées par Alexandre de Hales, figurent celles du thesaurus supererogationis perfectorum et du caractère indelibilis du baptême, de la confirmation et de l'ordination. Cette doctrine avait été élaborée bien auparavant par saint Augustin et elle fut finalement érigée en dogme au concile de Trente.
Jean de Gerson nous dit que « la doctrine d'Alexandre est d'une richesse défiant toute expression. On dit que quelqu'un demanda un jour à saint Thomas quelle était la meilleure manière d'étudier la théologie ; il répondit que c'était de s'attacher à un Maître. Et à quel Docteur ? lui demanda-t-on encore. À Alexandre de Hales, répondit le Docteur Angélique. »

## Œuvres
- Alexandre de Hales, Glossa in quatuor libros Sententiarum Petri Lombardi, Quaracchi, Collegii S. Bonaventurae (Bibliotheca Franciscana scholastica medii aevi, t. 12-15), 1951-1957.
- Alexandre de Hales. Quaestiones disputatae antequam esset frater, Quaracchi, Collegii S. Bonaventurae (Bibliotheca Franciscana scholastica medii aevi, t. 19-21),1960.
- Alexandre de Hales (et al.). Summa universis theologiae, (Summa fratris Alexandri), Quaracchi, Collegii S. Bonaventurae, 1924-1948, 4 vols..

## Source
- (en) Cet article est partiellement ou en totalité issu de l’article de Wikipédia en anglais intitulé « Alexander of Hales » (voir la liste des auteurs).